# Bob Fitzsimmons
Robert James Fitzsimmons, Bob, Ruby lub Freckled Wonder (ur. 26 maja 1863 w Helston, zm. 22 października 1917 w Chicago) – angielski zawodowy pięściarz, pierwszy mistrz świata w trzech kategoriach wagowych.

## Życiorys
Pochodził z wielodzietnej rodziny Anglika Jamesa Fitzsimmonsa i Irlandki Jane Strongman zamieszkałej w Kornwalii (Wielka Brytania). Gdy miał dziewięć lat rodzice wraz z dwanaściorgiem potomstwa wyemigrowali do Nowej Zelandii i osiedli w Timaru; tam zaczął pracować w kuźni brata. Początki jego zawodowej kariery łączy się z pojedynkami w turniejach na terenie Nowej Zelandii. Pierwsze oficjalne walki na zawodowym ringu odbył w Australii po 1883 roku. Droga do tytułu mistrzowskiego rozpoczęła się po przeprowadzce do Stanów Zjednoczonych. Na ringu występował w specjalnie zaprojektowanym stroju, mającym tuszować dysproporcje budowy ciała. Pierwszy tytuł wywalczył 14 stycznia 1891 w Nowym Orleanie. Zmarł w Chicago na zapalenie płuc.

## Klasyfikacje i statystyki
W latach 1891–1897 był mistrzem świata w kategorii średniej. Mistrzostwo świata w wadze ciężkiej wywalczył 17 marca 1897, w czternastorundowym pojedynku z Jimem Corbettem. Mistrzem wagi ciężkiej był w latach 1897–1899. Mistrzostwo utracił 9 czerwca 1899 roku, kiedy spotkał się z Jimem Jeffriesem w walce o tytuł mistrza świata, przegrywając w 11. rundzie przez nokaut. W 1903 roku stoczył tragiczną w skutkach walkę z Potem Coughlingiem, który zmarł dzień później w wyniku doznanych obrażeń. Dwa miesiące po tym wydarzeniu stoczył dwudziestorundowy, rozstrzygnięty decyzją sędziów, pojedynek z George’em Gardnerem, który przyniósł mu kolejny tytuł mistrzowski.
W latach 1903–1905 był mistrzem świata w wadze półciężkiej, stając się pierwszym w historii pięściarstwa zawodnikiem, który zdobył mistrzowskie tytuły w trzech kategoriach wagowych.
Stoczył na zawodowym ringu 73 pojedynki, z których 60 zakończyło się jego zwycięstwem (w tym 51 przed czasem jako rezultat KO), 8 przegrał (7 przez KO), a 5 zakończyło się remisem. Łącznie na ringu przebywał przez 397 rund!
W 1990 roku został wprowadzony do Międzynarodowej Galerii Sław Boksu.